# Chaetellipsis paradoxa
Chaetellipsis paradoxa är en tvåvingeart som beskrevs av Mario Bezzi 1913. Chaetellipsis paradoxa ingår i släktet Chaetellipsis och familjen borrflugor. Inga underarter finns listade i Catalogue of Life.